# Richarlison
Richarlison de Andrade, noto semplicemente come Richarlison (IPA: [hiˈʃaʁl(i)sõ]; Nova Venécia, 10 maggio 1997), è un calciatore brasiliano, attaccante del Tottenham e della nazionale brasiliana.

## Biografia
È il maggiore di cinque figli (ha due fratelli e due sorelle). Il padre lavorava le pietre mentre la madre è una gelataia; è cresciuto in quartieri poveri e malfamati. Lavorava già da piccolo, vendendo dolci e gelati, oppure aiutando il nonno nei campi da caffè. La sua passione per il calcio ha tenuto Richarlison lontano dalla criminalità.

## Caratteristiche tecniche
Ala di piede destro, dotata di abilità tecniche e atletiche, sa calciare perfettamente con entrambi i piedi ed è anche un abile colpitore di testa. Dotato di un buon atletismo, ha ottime capacità di posizionamento e sa tirare con potenza. Viene impiegato prevalentemente sulla fascia sinistra, ma può ricoprire tutti i ruoli del reparto offensivo, compreso quello di prima punta.

## Carriera

### Club

#### Gli inizi
Calcisticamente cresciuto nel settore giovanile dell'América-MG di Belo Horizonte, ha esordito in prima squadra il 4 luglio 2015 nella vittoria per 3-1 contro il Mogi Mirim, segnando subito un gol. Al termine della stagione ha conquistato la promozione in Série A, mettendosi in mostra come uno dei migliori giovani del campionato.
Il 3 gennaio 2016 è stato acquistato dalla Fluminense, squadra con cui ha firmato un contratto di cinque anni.

#### Watford
L'8 agosto 2017 è stato acquistato dagli inglesi del Watford per circa dieci milioni di euro; con la squadra londinese ha disputato tutte le trentotto partite di Premier League, risultando essere l'unico calciatore della rosa a conseguire tale obiettivo.

#### Everton

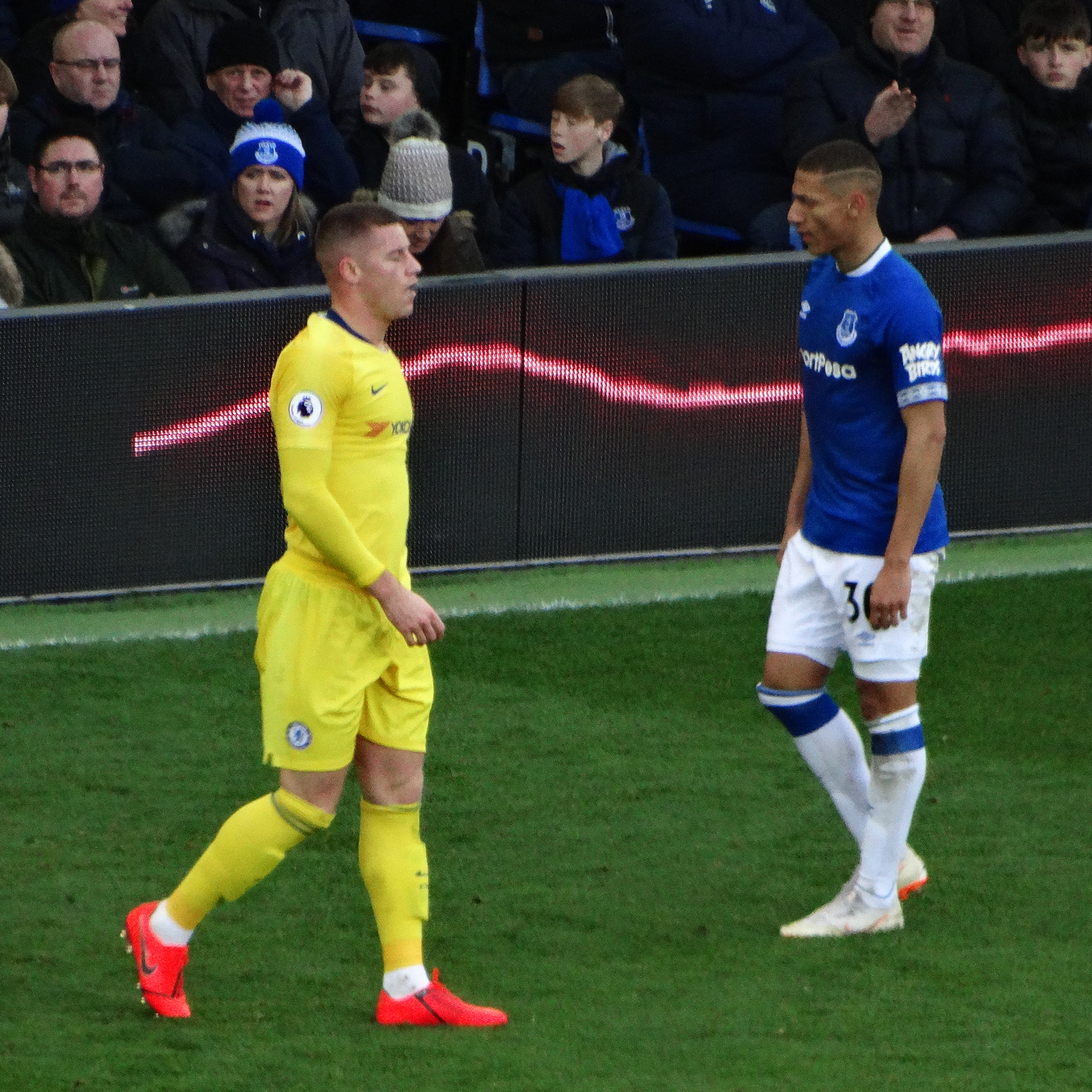
Richarlison (a destra) nel 2019 con i Toffees

Il 24 luglio 2018 è stato acquistato dall'Everton per circa cinquanta milioni di euro, diventando così l'acquisto più costoso nella storia del club; qui ha ritrovato l'allenatore Marco Silva, che lo aveva già allenato nella stagione precedente al Watford. L'11 agosto seguente ha fatto il suo esordio con la maglia dei Toffees, nella partita pareggiata per 2-2 sul campo del Wolverhampton, realizzando subito una doppietta; la settimana successiva ha segnato un gol contro il Southampton nella vittoria per 2-1 al Goodison Park.

#### Tottenham
Il 1º luglio 2022 si trasferisce al Tottenham a titolo definitivo per circa 58 milioni di euro, con cui sottoscrive un contratto fino al 30 giugno 2027. Fa i suoi debutto con gli Spurs il 14 agosto successivo, nella derby londinese contro il Chelsea (2-2). Il 7 settembre successivo, fa il suo esordio nelle competizioni europee, nella sfida di Champions League contro il Marsiglia (2-0), nella quale mette a segno la sua prima rete e anche la sua prima doppietta con la nuova maglia. Il 30 aprile 2023 arriva anche la sua prima rete in campionato in stagione, nella sconfitta ad Anfield per 4-3 contro il Liverpool. Conclude la sua prima stagione con tre reti in 35 presenze totali.

### Nazionale

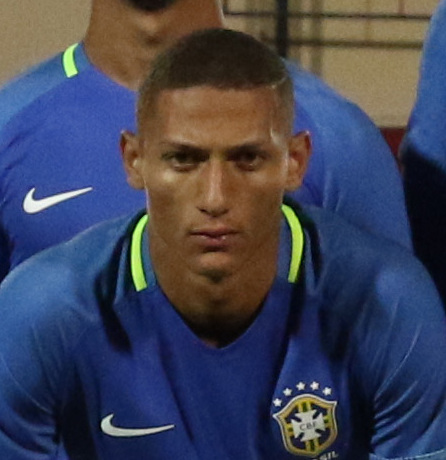
Richarlison con il nel 2017

Richarlison è stato selezionato dal Brasile U-20 per il campionato sudamericano di calcio Under-20 2017 dove Richarlison segna due gol, prima nella vittoria per 3-2 contro il Paraguay e poi nel pareggio per 2-2 con l'Argentina.
Il 7 settembre 2018 ha fatto il suo esordio con la nazionale maggiore, nella partita amichevole vinta per 2-0 contro gli Stati Uniti; cinque giorni dopo ha messo a segno le sue prime due reti in maglia verdeoro, nella vittoria per 5-0 contro El Salvador.
Nel maggio 2019, è stato incluso nella rosa dei 23 uomini del Brasile per la Copa América 2019. Nella finale contro il Perù del 7 luglio, al Maracanã, Richarlison è subentrato nel secondo tempo e ha siglato su rigore il definitivo 3-1.
Il 9 giugno 2021, Richarlison è stato convocato per la Copa América 2021. Ha segnato nella vittoria per 4-0 del girone sul Perù quando la squadra è arrivata seconda.
Lo stesso anno viene convocato nella nazionale olimpica per il torneo di Tokyo 2020, posticipato al 2021 a causa della pandemia di COVID-19. Ha segnato una tripletta al suo debutto ai Giochi il 22 luglio, portando il Brasile a una vittoria per 4-2 sulla Germania, e poi sigla una doppietta nel successo per 3-1 contro l'Arabia Saudita, con un suo assist vincente Matheus Cunha è autore della rete del 1-0 sconfiggendo l'Egitto. Ha concluso i Giochi come capocannoniere con cinque gol, nonostante abbia sbagliato un rigore nella finale vinta per 2-1 sulla Spagna.
Convocato per il campionato del mondo 2022, il 24 novembre, nella prima partita della fase a gironi, realizza una doppietta decidendo la sfida contro la Serbia (2-0). Durante il mondiale segna in tutti tre gol, l'ultimo agli ottavi nel successo per 4-1 contro la Corea del Sud.

## Statistiche

### Presenze e reti nei club
Statistiche aggiornate al 18 maggio 2025.
| Stagione          | Squadra           | Campionato        | Campionato | Campionato | Coppe nazionali | Coppe nazionali | Coppe nazionali | Coppe continentali | Coppe continentali | Coppe continentali | Altre coppe | Altre coppe | Altre coppe | Totale | Totale |
| Stagione          | Squadra           | Comp              | Pres       | Reti       | Comp            | Pres            | Reti            | Comp               | Pres               | Reti               | Comp        | Pres        | Reti        | Pres   | Reti   |
| ----------------- | ----------------- | ----------------- | ---------- | ---------- | --------------- | --------------- | --------------- | ------------------ | ------------------ | ------------------ | ----------- | ----------- | ----------- | ------ | ------ |
| 2015              | América Mineiro   | B                 | 24         | 9          | CB              | 0               | 0               | -                  | -                  | -                  | -           | -           | -           | 24     | 9      |
| 2016              | Fluminense        | A                 | 27         | 4          | CB              | 3               | 0               | -                  | -                  | -                  | -           | -           | -           | 30     | 4      |
| 2017              | Fluminense        | A+CC              | 14+12      | 5+8        | CB              | 6               | 0               | CS                 | 4                  | 2                  | -           | -           | -           | 36     | 15     |
| Totale Fluminense | Totale Fluminense | Totale Fluminense | 42         | 17         |                 | 9               | 0               |                    | 4                  | 2                  |             | -           | -           | 66     | 19     |
| 2017-2018         | Watford           | PL                | 38         | 5          | FACup+CdL       | 2+1             | 0               | -                  | -                  | -                  | -           | -           | -           | 41     | 5      |
| 2018-2019         | Everton           | PL                | 35         | 13         | FACup+CdL       | 2+1             | 1+0             | -                  | -                  | -                  | -           | -           | -           | 38     | 14     |
| 2019-2020         | Everton           | PL                | 36         | 13         | FACup+CdL       | 1+4             | 0+2             | -                  | -                  | -                  | -           | -           | -           | 41     | 15     |
| 2020-2021         | Everton           | PL                | 34         | 7          | FACup+CdL       | 3+3             | 3+3             | -                  | -                  | -                  | -           | -           | -           | 40     | 13     |
| 2021-2022         | Everton           | PL                | 30         | 10         | FACup+CdL       | 3+0             | 1               | -                  | -                  | -                  | -           | -           | -           | 33     | 11     |
| Totale Everton    | Totale Everton    | Totale Everton    | 135        | 43         |                 | 17              | 10              |                    | -                  | -                  |             | -           | -           | 152    | 53     |
| 2022-2023         | Tottenham         | PL                | 27         | 1          | FACup+CdL       | 1+1             | 0               | UCL                | 6                  | 2                  | -           | -           | -           | 35     | 3      |
| 2023-2024         | Tottenham         | PL                | 28         | 11         | FACup+CdL       | 2+1             | 0+1             | -                  | -                  | -                  | -           | -           | -           | 31     | 12     |
| 2024-2025         | Tottenham         | PL                | 15         | 4          | FACup+CdL       | 0+2             | 0+0             | UEL                | 7                  | 1                  | -           | -           | -           | 24     | 5      |
| Totale Tottenham  | Totale Tottenham  | Totale Tottenham  | 70         | 16         |                 | 7               | 1               |                    | 13                 | 3                  |             | -           | -           | 90     | 20     |
| Totale carriera   | Totale carriera   | Totale carriera   | 321        | 90         |                 | 36              | 11              |                    | 17                 | 5                  |             | -           | -           | 374    | 106    |

### Cronologia presenze e reti in nazionale
| Cronologia completa delle presenze e delle reti in nazionale ― Brasile | Cronologia completa delle presenze e delle reti in nazionale ― Brasile | Cronologia completa delle presenze e delle reti in nazionale ― Brasile | Cronologia completa delle presenze e delle reti in nazionale ― Brasile | Cronologia completa delle presenze e delle reti in nazionale ― Brasile | Cronologia completa delle presenze e delle reti in nazionale ― Brasile | Cronologia completa delle presenze e delle reti in nazionale ― Brasile | Cronologia completa delle presenze e delle reti in nazionale ― Brasile |
| Data                                                                   | Città                                                                  | In casa                                                                | Risultato                                                              | Ospiti                                                                 | Competizione                                                           | Reti                                                                   | Note                                                                   |
| ---------------------------------------------------------------------- | ---------------------------------------------------------------------- | ---------------------------------------------------------------------- | ---------------------------------------------------------------------- | ---------------------------------------------------------------------- | ---------------------------------------------------------------------- | ---------------------------------------------------------------------- | ---------------------------------------------------------------------- |
| 7-9-2018                                                               | East Rutherford                                                        | Stati Uniti                                                            | 0 – 2                                                                  | Brasile                                                                | Amichevole                                                             | -                                                                      | 75’                                                                    |
| 12-9-2018                                                              | Landover                                                               | Brasile                                                                | 5 – 0                                                                  | El Salvador                                                            | Amichevole                                                             | 2                                                                      | 54’                                                                    |
| 12-10-2018                                                             | Riad                                                                   | Arabia Saudita                                                         | 0 – 2                                                                  | Brasile                                                                | Amichevole                                                             | -                                                                      | 72’                                                                    |
| 16-10-2018                                                             | Gedda                                                                  | Brasile                                                                | 1 – 0                                                                  | Argentina                                                              | Amichevole                                                             | -                                                                      | 66’                                                                    |
| 16-11-2018                                                             | Londra                                                                 | Brasile                                                                | 1 – 0                                                                  | Uruguay                                                                | Amichevole                                                             | -                                                                      | 67’                                                                    |
| 20-11-2018                                                             | Milton Keynes                                                          | Brasile                                                                | 1 – 0                                                                  | Camerun                                                                | Amichevole                                                             | 1                                                                      | 8’                                                                     |
| 23-3-2019                                                              | Porto                                                                  | Brasile                                                                | 1 – 1                                                                  | Panama                                                                 | Amichevole                                                             | -                                                                      | 35’                                                                    |
| 26-3-2019                                                              | Praga                                                                  | Rep. Ceca                                                              | 1 – 3                                                                  | Brasile                                                                | Amichevole                                                             | -                                                                      | 36’ 63’                                                                |
| 6-6-2019                                                               | Brasilia                                                               | Brasile                                                                | 2 – 0                                                                  | Qatar                                                                  | Amichevole                                                             | 1                                                                      | 63’                                                                    |
| 9-6-2019                                                               | Porto Alegre                                                           | Brasile                                                                | 7 – 0                                                                  | Honduras                                                               | Amichevole                                                             | 1                                                                      |                                                                        |
| 14-6-2019                                                              | San Paolo                                                              | Brasile                                                                | 3 – 0                                                                  | Bolivia                                                                | Coppa America 2019 - 1º turno                                          | -                                                                      | 84’                                                                    |
| 18-6-2019                                                              | Salvador                                                               | Brasile                                                                | 0 – 0                                                                  | Venezuela                                                              | Coppa America 2019 - 1º turno                                          | -                                                                      | 46’                                                                    |
| 7-7-2019                                                               | Rio de Janeiro                                                         | Brasile                                                                | 3 – 1                                                                  | Perù                                                                   | Coppa America 2019 - Finale                                            | 1                                                                      | 75’ 90+1’                                                              |
| 7-9-2019                                                               | Miami Gardens                                                          | Brasile                                                                | 2 – 2                                                                  | Colombia                                                               | Amichevole                                                             | -                                                                      | 84’                                                                    |
| 10-9-2019                                                              | Los Angeles                                                            | Brasile                                                                | 0 – 1                                                                  | Perù                                                                   | Amichevole                                                             | -                                                                      | 74’                                                                    |
| 10-10-2019                                                             | Singapore                                                              | Brasile                                                                | 1 – 1                                                                  | Senegal                                                                | Amichevole                                                             | -                                                                      | 72’                                                                    |
| 13-10-2019                                                             | Singapore                                                              | Brasile                                                                | 1 – 1                                                                  | Nigeria                                                                | Amichevole                                                             | -                                                                      | 46’                                                                    |
| 15-11-2019                                                             | Riyad                                                                  | Brasile                                                                | 0 – 1                                                                  | Argentina                                                              | Amichevole                                                             | -                                                                      | 71’                                                                    |
| 19-11-2019                                                             | Abu Dhabi                                                              | Brasile                                                                | 3 – 0                                                                  | Corea del Sud                                                          | Amichevole                                                             | -                                                                      |                                                                        |
| 9-10-2020                                                              | San Paolo                                                              | Brasile                                                                | 5 – 0                                                                  | Bolivia                                                                | Qual. Mondiali 2022                                                    | -                                                                      | 71’                                                                    |
| 13-10-2020                                                             | Lima                                                                   | Perù                                                                   | 2 – 4                                                                  | Brasile                                                                | Qual. Mondiali 2022                                                    | 1                                                                      |                                                                        |
| 13-11-2020                                                             | San Paolo                                                              | Brasile                                                                | 1 – 0                                                                  | Venezuela                                                              | Qual. Mondiali 2022                                                    | -                                                                      | 76’                                                                    |
| 17-11-2020                                                             | Montevideo                                                             | Uruguay                                                                | 0 – 2                                                                  | Brasile                                                                | Qual. Mondiali 2022                                                    | 1                                                                      | 59’ 70’                                                                |
| 5-6-2021                                                               | Porto Alegre                                                           | Brasile                                                                | 2 – 0                                                                  | Ecuador                                                                | Qual. Mondiali 2022                                                    | 1                                                                      | 90+1’                                                                  |
| 8-6-2021                                                               | Asunción                                                               | Paraguay                                                               | 0 – 2                                                                  | Brasile                                                                | Qual. Mondiali 2022                                                    | -                                                                      | 82’                                                                    |
| 13-6-2021                                                              | Brasilia                                                               | Brasile                                                                | 3 – 0                                                                  | Venezuela                                                              | Coppa America 2021 - 1º turno                                          | -                                                                      | 65’                                                                    |
| 17-6-2021                                                              | Rio de Janeiro                                                         | Brasile                                                                | 4 – 0                                                                  | Perù                                                                   | Coppa America 2021 - 1º turno                                          | 1                                                                      | 46’                                                                    |
| 23-6-2021                                                              | Rio de Janeiro                                                         | Brasile                                                                | 2 – 1                                                                  | Colombia                                                               | Coppa America 2021 - 1º turno                                          | -                                                                      | 77’                                                                    |
| 27-6-2021                                                              | Goiânia                                                                | Brasile                                                                | 1 – 1                                                                  | Ecuador                                                                | Coppa America 2021 - 1º turno                                          | -                                                                      | 79’                                                                    |
| 2-7-2021                                                               | Rio de Janeiro                                                         | Brasile                                                                | 1 – 0                                                                  | Cile                                                                   | Coppa America 2021 - Quarti di finale                                  | -                                                                      | 90+1’                                                                  |
| 5-7-2021                                                               | Rio de Janeiro                                                         | Brasile                                                                | 1 – 0                                                                  | Perù                                                                   | Coppa America 2021 - Semifinale                                        | -                                                                      | 85’                                                                    |
| 10-7-2021                                                              | Rio de Janeiro                                                         | Argentina                                                              | 1 – 0                                                                  | Brasile                                                                | Coppa America 2021 - Finale                                            | -                                                                      |                                                                        |
| 24-3-2022                                                              | Rio de Janeiro                                                         | Brasile                                                                | 4 – 0                                                                  | Cile                                                                   | Qual. Mondiali 2022                                                    | 1                                                                      | 75’                                                                    |
| 29-3-2022                                                              | La Paz                                                                 | Bolivia                                                                | 0 – 4                                                                  | Brasile                                                                | Qual. Mondiali 2022                                                    | 2                                                                      |                                                                        |
| 2-6-2022                                                               | Seul                                                                   | Corea del Sud                                                          | 1 – 5                                                                  | Brasile                                                                | Amichevole                                                             | 1                                                                      | 81’                                                                    |
| 6-6-2022                                                               | Tokyo                                                                  | Giappone                                                               | 0 – 1                                                                  | Brasile                                                                | Amichevole                                                             | -                                                                      | 71’                                                                    |
| 23-9-2022                                                              | Le Havre                                                               | Brasile                                                                | 3 – 0                                                                  | Ghana                                                                  | Amichevole                                                             | 2                                                                      | 63’                                                                    |
| 27-9-2022                                                              | Parigi                                                                 | Brasile                                                                | 5 – 1                                                                  | Tunisia                                                                | Amichevole                                                             | 1                                                                      | 44’ 46’                                                                |
| 24-11-2022                                                             | Lusail                                                                 | Brasile                                                                | 2 – 0                                                                  | Serbia                                                                 | Mondiali 2022 - 1º turno                                               | 2                                                                      | 79’                                                                    |
| 28-11-2022                                                             | Doha                                                                   | Brasile                                                                | 1 – 0                                                                  | Svizzera                                                               | Mondiali 2022 - 1º turno                                               | -                                                                      | 73’                                                                    |
| 5-12-2022                                                              | Doha                                                                   | Brasile                                                                | 4 – 1                                                                  | Corea del Sud                                                          | Mondiali 2022 - Ottavi di finale                                       | 1                                                                      |                                                                        |
| 9-12-2022                                                              | Al Rayyan                                                              | Croazia                                                                | 1 – 1 dts (4 – 2 dtr)                                                  | Brasile                                                                | Mondiali 2022 - Quarti di finale                                       | -                                                                      | 84’                                                                    |
| 17-6-2023                                                              | Cornellà de Llobregat                                                  | Brasile                                                                | 4 – 1                                                                  | Guinea                                                                 | Amichevole                                                             | -                                                                      | 83’                                                                    |
| 20-6-2023                                                              | Lisbona                                                                | Brasile                                                                | 2 – 4                                                                  | Senegal                                                                | Amichevole                                                             | -                                                                      | 57’                                                                    |
| 8-9-2023                                                               | Belém                                                                  | Brasile                                                                | 5 – 1                                                                  | Bolivia                                                                | Qual. Mondiali 2026                                                    | -                                                                      | 71’                                                                    |
| 12-9-2023                                                              | Lima                                                                   | Perù                                                                   | 0 – 1                                                                  | Brasile                                                                | Qual. Mondiali 2026                                                    | -                                                                      | 64’                                                                    |
| 12-10-2023                                                             | Cuiabá                                                                 | Brasile                                                                | 1 – 1                                                                  | Venezuela                                                              | Qual. Mondiali 2026                                                    | -                                                                      | 59’                                                                    |
| 17-10-2023                                                             | Montevideo                                                             | Uruguay                                                                | 2 – 0                                                                  | Brasile                                                                | Qual. Mondiali 2026                                                    | -                                                                      | 45+4’                                                                  |
| 10-6-2025                                                              | San Paolo                                                              | Brasile                                                                | 1 – 0                                                                  | Paraguay                                                               | Qual. Mondiali 2026                                                    | -                                                                      | 78’                                                                    |
| Totale                                                                 |                                                                        | Presenze                                                               | 49                                                                     |                                                                        | Reti                                                                   | 20                                                                     |                                                                        |

| Cronologia completa delle presenze e delle reti in nazionale ― Brasile olimpica | Cronologia completa delle presenze e delle reti in nazionale ― Brasile olimpica | Cronologia completa delle presenze e delle reti in nazionale ― Brasile olimpica | Cronologia completa delle presenze e delle reti in nazionale ― Brasile olimpica | Cronologia completa delle presenze e delle reti in nazionale ― Brasile olimpica | Cronologia completa delle presenze e delle reti in nazionale ― Brasile olimpica | Cronologia completa delle presenze e delle reti in nazionale ― Brasile olimpica | Cronologia completa delle presenze e delle reti in nazionale ― Brasile olimpica |
| Data                                                                            | Città                                                                           | In casa                                                                         | Risultato                                                                       | Ospiti                                                                          | Competizione                                                                    | Reti                                                                            | Note                                                                            |
| ------------------------------------------------------------------------------- | ------------------------------------------------------------------------------- | ------------------------------------------------------------------------------- | ------------------------------------------------------------------------------- | ------------------------------------------------------------------------------- | ------------------------------------------------------------------------------- | ------------------------------------------------------------------------------- | ------------------------------------------------------------------------------- |
| 22-7-2021                                                                       | Yokohama                                                                        | Brasile olimpica                                                                | 4 – 2                                                                           | Germania olimpica                                                               | Olimpiadi 2020 - 1°turno                                                        | 3                                                                               | 74’                                                                             |
| 25-7-2021                                                                       | Yokohama                                                                        | Brasile olimpica                                                                | 0 – 0                                                                           | Costa d'Avorio olimpica                                                         | Olimpiadi 2020 - 1°turno                                                        | -                                                                               | 79’                                                                             |
| 28-7-2021                                                                       | Saitama                                                                         | Arabia Saudita olimpica                                                         | 1 – 3                                                                           | Brasile olimpica                                                                | Olimpiadi 2020 - 1°turno                                                        | 2                                                                               |                                                                                 |
| 31-7-2021                                                                       | Saitama                                                                         | Brasile olimpica                                                                | 1 – 0                                                                           | Egitto olimpica                                                                 | Olimpiadi 2020 - Quarti di finale                                               | -                                                                               | 92’                                                                             |
| 3-8-2021                                                                        | Kashima                                                                         | Messico olimpica                                                                | 0 – 0 dts (1 - 4 dcr)                                                           | Brasile olimpica                                                                | Olimpiadi 2020 - Semifinale                                                     | -                                                                               |                                                                                 |
| 7-8-2021                                                                        | Saitama                                                                         | Brasile olimpica                                                                | 2 – 1 dts                                                                       | Spagna olimpica                                                                 | Olimpiadi 2020 - Finale                                                         | -                                                                               | 31’ 114’                                                                        |
| Totale                                                                          |                                                                                 | Presenze                                                                        | 6                                                                               |                                                                                 | Reti                                                                            | 5                                                                               |                                                                                 |

## Palmarès

### Club

#### Competizioni nazionali
- Primeira Liga: 1

Fluminense: 2016

#### Competizioni internazionali
- UEFA Europa League: 1

Tottenham Hotspur: 2024-2025

### Nazionale
- Coppa America: 1

Brasile 2019
- Oro olimpico: 1

Tokyo 2020

### Individuale
- Capocannoniere dei Giochi olimpici: 1

Tokyo 2020 (5 gol)